# V362 Большого Пса
V362 Большого Пса (лат. V362 Canis Majoris) — двойная затменная переменная звезда типа Беты Лиры (EB) в созвездии Большого Пса на расстоянии приблизительно 1480 световых лет (около 454 парсеков) от Солнца. Видимая звёздная величина звезды — от +9,79m до +9,57m. Орбитальный период — около 10,585 суток.